# Entiminae
Sous-famille
Les Entiminae sont une sous-famille d'insectes de l'ordre des Coléoptères (insectes possédant en général deux paires d'ailes incluant entre autres les scarabées, coccinelles, lucanes, chrysomèles, hannetons, charançons et carabes) appartenant à la famille des Curculionidae. Cette sous-famille de charançons comprend environ douze mille espèces.

## Liste de quelques genres rencontrés en Europe
- Otiorhynchus Germar 1822
- Peritelus Germar, 1824
- Phyllobius Germar 1824
- Polydrusus Germar 1817
- Sitona Germar 1817

## Tribus
Selon BioLib (23 nov. 2013) :
- Agraphini Horn, 1876
- Alophini LeConte, 1874
- Anomophthalmini Morrone, 1998
- Anypotactini Champion, 1911
- Blosirini Lacordaire, 1863
- Brachyderini Billberg, 1820
- Celeuthetini Lacordaire, 1863
- Cneorhinini Lacordaire, 1863
- Cratopodini Hustache, 1919
- Cylydrorhinini Lacordaire, 1863
- Cyphicerini Lacordaire, 1863
- Ectemnorhinini Lacordaire, 1863
- Elytrurini Marshall, 1956
- Embrithini Marshall, 1943
- Entimini Schönherr, 1823
- Eudiagogini LeConte, 1874
- Eupholini Günther, 1943
- Eustylini Lacordaire, 1863
- Geonemini Gistel, 1856
- Holcorhinini Desbrochers des Loges, 1898
- Hormorini Horn, 1876
- Laparocerini Lacordaire, 1863
- Leptostethini Lacordaire, 1863
- Lordopini Schönherr, 1823
- Mesostylini Reitter, 1913
- Myorhinini Marseul, 1863
- Nastini Reitter, 1913
- Naupactini Gistel, 1848
- Northognathini Marshall, 1916
- Omiini Shuckard, 1840
- Oosomini Lacordaire, 1863
- Ophryastini Lacordaire, 1863
- Otiorhynchini Schönherr, 1826
- Ottistirini Heller, 1925
- Pachyrhynchini Schönherr, 1826
- Peritelini Lacordaire, 1863
- Phyllobiini Schönherr, 1826
- Polycatini Marshall, 1956
- Polydrusini Schönherr, 1824
- Premnotrypini Kuschel, 1956
- Pristorhynchini Heer, 1847 (taxon éteint)
- Prypnini Lacordaire, 1863
- Rhyncogonini Sharp, 1919
- Psallidiini Lacordaire, 1863
- Sciaphilini Sharp, 1891
- Sitonini Gistel, 1848
- Tanymecini Lacordaire, 1863
- Tanyrhynchini Schönherr, 1826
- Trachyphloeini Lacordaire, 1863
- Tropiphorini Marseul, 1863
- Typhlorhinini Kuschel, 1954